# Ašúra
Ašúra je muslimský náboženský svátek slavený v šíitském islámu v první dekádě prvního muslimského měsíce muharramu. Připomíná smrt Husajna v bitvě u Karbalá roku 680. Pro sunnity na tento den připadá dobrovolný půst. Někteří zbožní muslimové se postí po celých prvních deset dnů měsíce muharramu.